# Relacja zwrotna
Relacja zwrotna – relacja dwuargumentowa (dwuczłonowa), w której każdy element zbioru jest w relacji sam z sobą.
Formalnie relację dwuczłonową {\displaystyle \rho \subseteq X\times X} nazywa się zwrotną, gdy dla każdego {\displaystyle x\in X} zachodzi warunek {\displaystyle (x,x)\in \rho }.
Zwrotność jest jedną z definiujących cech praporządków, w tym relacji równoważności i częściowych porządków (skierowań).

## Relacja przeciwzwrotna
Relacja przeciwzwrotna – relacja, w której żaden element zbioru nie jest w relacji sam z sobą.
Formalnie relację {\displaystyle \rho \subseteq X\times X} nazywa się przeciwzwrotną, gdy dla żadnego {\displaystyle x\in X} nie zachodzi warunek {\displaystyle (x,x)\in \rho ,} czyli gdy dla każdego {\displaystyle x\in X} zachodzi {\displaystyle (x,x)\notin \rho }.

## Przykłady

### Relacje zwrotne
- relacja identyczności w zbiorze[2]
- relacja podzielności w zbiorze (dodatnich) liczb naturalnych[2],
- relacja przecinania się zbiorów niepustych,
- przemienność (komutacja) funkcji w danym zbiorze (działań jednoargumentowych) lub macierzy kwadratowych,
- liniowa zależność wektorów,
- podgrupa normalna to przykład relacji zwrotnej, która nie jest ani symetryczna, ani przechodnia.

### Relacje przeciwzwrotne
- relacja większości w zbiorze liczb rzeczywistych,
- ścisłe zawieranie (ścisła inkluzja) zbiorów,
- prostopadłość prostych,
- rozłączność zbiorów niepustych,
- liniowa niezależność niezerowych wektorów,
- bycie rodzicem lub przodkiem, dzieckiem lub potomkiem, rodzeństwem, małżonkiem.

### Relacje ani zwrotne, ani przeciwzwrotne
- względna pierwszość liczb naturalnych – nie jest zwrotna, ponieważ 2 nie jest względnie pierwsza ze sobą; nie jest też przeciwzwrotna, bo 1 jest już względnie pierwsza ze sobą samą,
- Biorąc relację {\displaystyle \varrho } określoną na zbiorze liczb naturalnych następująco: {\displaystyle n\ \varrho \ m} wtedy i tylko wtedy, gdy {\displaystyle n+m+1} jest liczbą pierwszą. Relacja {\displaystyle \varrho } nie jest zwrotna i nie jest przeciwzwrotna, ponieważ przykładowo {\displaystyle \lnot (10\ \varrho \ 10)} (co dowodzi, że nie jest zwrotna, ponieważ {\displaystyle 10+10+1=21=3\cdot 7}) oraz {\displaystyle 2\ \varrho \ 2} (nie jest przeciwzwrotna, ponieważ {\displaystyle 2+2+1=5}).